# The geonomoid palms
The geonomoid palms (abreviado Geonomoid Palms) es un libro con ilustraciones y descripciones botánicas que fue escrito por el botánico y pteridólogo neerlandés Jan Gerard Wessels Boer. Fue publicado en Ámsterdam en el año 1968.